# Eccitone
Un eccitone è una quasiparticella che descrive lo stato eccitato di un solido o più in generale, di un sistema della materia condensata. In un dielettrico o in un semiconduttore, può essere visto come uno stato legato di un elettrone e di una lacuna, interagenti mediante la forza di Coulomb.
L'eccitone è un sistema che presenta molte analogie con l'atomo di idrogeno. Il protone dell'atomo di idrogeno o il nucleo degli atomi idrogenoidi sono sostituiti dalla lacuna nell'eccitone. La complicazione rispetto all'atomo di idrogeno o idrogenoide risulta dal fatto che nell'eccitone i costituenti elementari si muovono non nel vuoto, ma nel mezzo costituito da tutti gli altri elettroni del sistema. Questi ultimi agiscono nel senso di schermare l'interazione attrattiva fra l'elettrone e la lacuna. Il risultato è un'energia di legame molto più piccola e una dimensione molto maggiore rispetto all'atomo di idrogeno. Ulteriore effetto è giocato dalla massa efficace dei costituenti immersi nel materiale, in generale diversa dalla massa nuda dell'elettrone.
La formazione di un eccitone può essere provocata dall'assorbimento di un fotone: un elettrone viene così eccitato dalla banda di valenza a quella di conduzione, lasciando una lacuna di carica positiva nella banda di valenza, alla quale è attratto per mezzo della forza di Coulomb. L'eccitone risulta dal legame tra l'elettrone e la sua lacuna; questo comporta che l'eccitone abbia un'energia leggermente minore rispetto alla coppia non correlata elettrone-lacuna.
La funzione d'onda e le energie degli eccitoni possono essere calcolate risolvendo l'equazione di Bethe-Salpeter. Quest'ultima fornisce inoltre informazioni sull'interazione degli eccitoni col campo elettromagnetico (fotoni), permettendo di calcolare ad esempio lo spettro di assorbimento ottico.

## Classificazione
Gli eccitoni possono essere analizzati in due casi limite, che dipendono dalle proprietà del materiale in questione.

### Eccitoni di Wannier-Mott
Nei semiconduttori, la costante dielettrica è generalmente grande, e ciò comporta che vi sia un effetto di schermo che tende a ridurre l'interazione coulombiana tra elettroni e lacune. Il risultato è un eccitone di Wannier-Mott (così denominato da Gregory Wannier e Nevill Francis Mott), che ha un raggio molto più grande del passo reticolare del cristallo. Quindi, l'effetto del potenziale cristallino può essere incorporato nelle masse efficaci dell'elettrone e della lacuna, e a causa della massa minore e dell'interazione coulombiana schermata, l'energia di legame è solitamente molto minore di quella dell'atomo di idrogeno, tipicamente dell'ordine del meV.

### Eccitoni di Frenkel
Quando la costante dielettrica di un materiale è molto piccola, l'interazione coulombiana tra l'elettrone e la lacuna diviene molto forte e gli eccitoni tendono a essere molto più piccoli, dello stesso ordine di grandezza della cella elementare del cristallo (o di una molecola, come nel fullerene), così l'elettrone e la lacuna si trovano nella stessa cella. Questo è un eccitone di Frenkel (così denominato da Yakov Frenkel), di energia dell'ordine di 1 eV.

### Eccitoni di Hubbard
Gli eccitoni di Hubbard derivano il nome dal loro scopritore, il fisico John Hubbard. Essi sono eccitoni che non sono legati da forze di Coulomb, bensì dal magnetismo.
Sono stati rilevati per la prima volta in tempo reale nel 2023, grazie alla spettroscopia ultraveloce al terahertz nel dominio del tempo. Sono stati ottenuti applicando la luce a un isolante di Mott.

### Altre tipologie
Da un altro punto di vista, un eccitone può essere pensato come uno stato eccitato di un atomo o di uno ione, eccitazione che si propaga da una cella del reticolo all'altra.
Spesso le coppie elettrone-lacuna hanno a disposizione più bande possibili, e questo fa sì che nello stesso materiale possano formarsi diversi tipi di eccitone. Un eccitone può formarsi anche con elettroni o lacune in bande a energie molto alte, come è stato osservato in esperimenti a due fotoni con risoluzione temporale del femtosecondo.
Sulle superfici di un materiale possono osservarsi i cosiddetti stati immagine, dove la lacuna è all'interno del solido e l'elettrone nel vuoto esterno. Queste coppie elettrone-lacuna possono muoversi solo lungo la superficie.
L'eccitone oscuro (dark exciton) costituisce uno stato possibile del sistema, ma l'eccitazione di tale stato da parte del campo elettromagnetico, di un fotone, ha probabilità nulla. Eccitoni oscuri, pertanto, non si manifestano come picchi nello spettro di assorbimento ottico del sistema. L'eccitone oscuro presenta analogie con la transizione proibita.

## Dinamiche
La probabilità che una lacuna scompaia (cioè che un elettrone vi si ricombini) è limitata dalla difficoltà di perdere l'energia in eccesso, e così gli eccitoni possono avere una vita relativamente lunga (tempi di vita fino a diversi millisecondi sono stati osservati nell'ossido rameoso).
Un altro fattore limitante la probabilità di ricombinazione è la sovrapposizione spaziale delle funzioni d'onda dell'elettrone e della lacuna (grossolanamente, la probabilità per l'elettrone di scontrarsi con la lacuna). Questa sovrapposizione è minore per elettroni e lacune leggeri, e per stati idrogenoidi altamente eccitati.
L'eccitone può anche muoversi nel solido. Con questa energia cinetica addizionale, l'energia totale dell'eccitone può risultare anche maggiore del gap di banda.

## Interazioni

### Con altre particelle
Gli eccitoni sono la principale origine dell'emissione di luce nei semiconduttori a bassa temperatura, nei quali l'energia termica kT è minore dell'energia di legame dell'eccitone (mentre a più alte temperature si può osservare la ricombinazione di portatori liberi all'energia corrispondente alla banda proibita). Nei materiali a banda proibita indiretta la ricombinazione dovrà avvenire con l'emissione o l'assorbimento (ad alta T) di un fonone.
L'esistenza di stati eccitonici può essere dedotta dallo studio dell'assorbimento di luce con energia pari all'energia dell'eccitone stesso. Gli eccitoni sono osservabili chiaramente a energie inferiori a quella della banda proibita di una quantità pari all'energia di legame dell'eccitone stesso; sono tuttavia in grado di modificare l'assorbimento del materiale anche a energie di poco superiori a quella della banda proibita. Questo è il motivo per il quale il gap ottico di un semiconduttore non corrisponde esattamente al gap elettronico.

### Tra eccitoni
A condizione che l'interazione sia attrattiva, un eccitone può legarsi con altri eccitoni per formare un bieccitone, analogo a una molecola di idrogeno. Se viene raggiunta un'alta densità di eccitoni in un materiale, essi possono interagire fra loro per formare un fluido elettrone-lacuna, uno stato osservato nei semiconduttori a gap indiretto.
Inoltre, gli eccitoni sono particelle a spin intero obbedienti alla statistica di Bose-Einstein al limite di bassa densità. In alcuni sistemi, dove le interazioni sono repulsive, è previsto che uno stato condensato di Bose-Einstein sia lo stato fondamentale; questo comportamento non è stato ancora osservato a causa dell'influenza di fattori come il disordine del materiale, il breve tempo di vita dell'eccitone (minore del tempo di ri-termalizzazione) e la bassa densità di eccitoni.